# Scopula floslactata
Scopula floslactata là một loài bướm đêm trong họ Geometridae.

## Hình ảnh

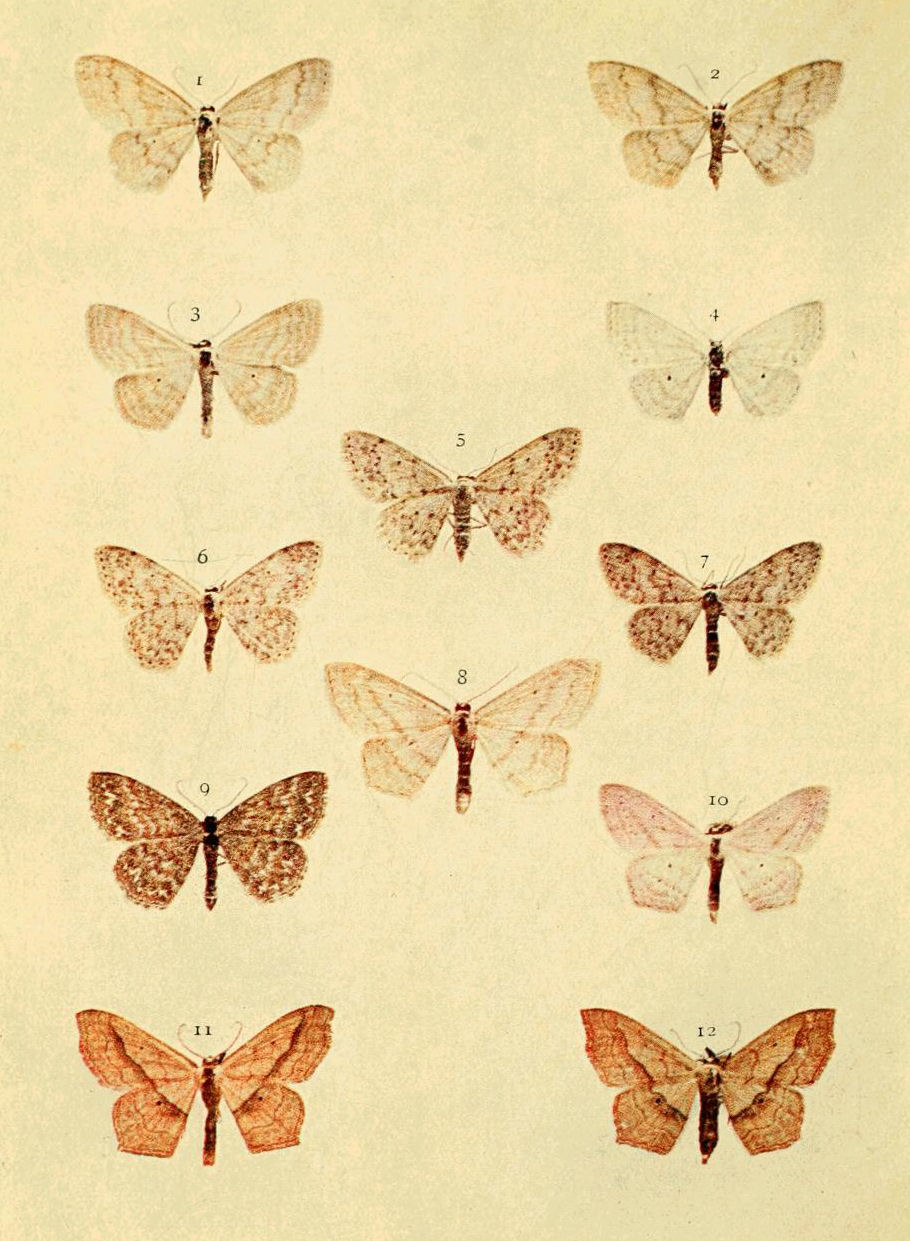
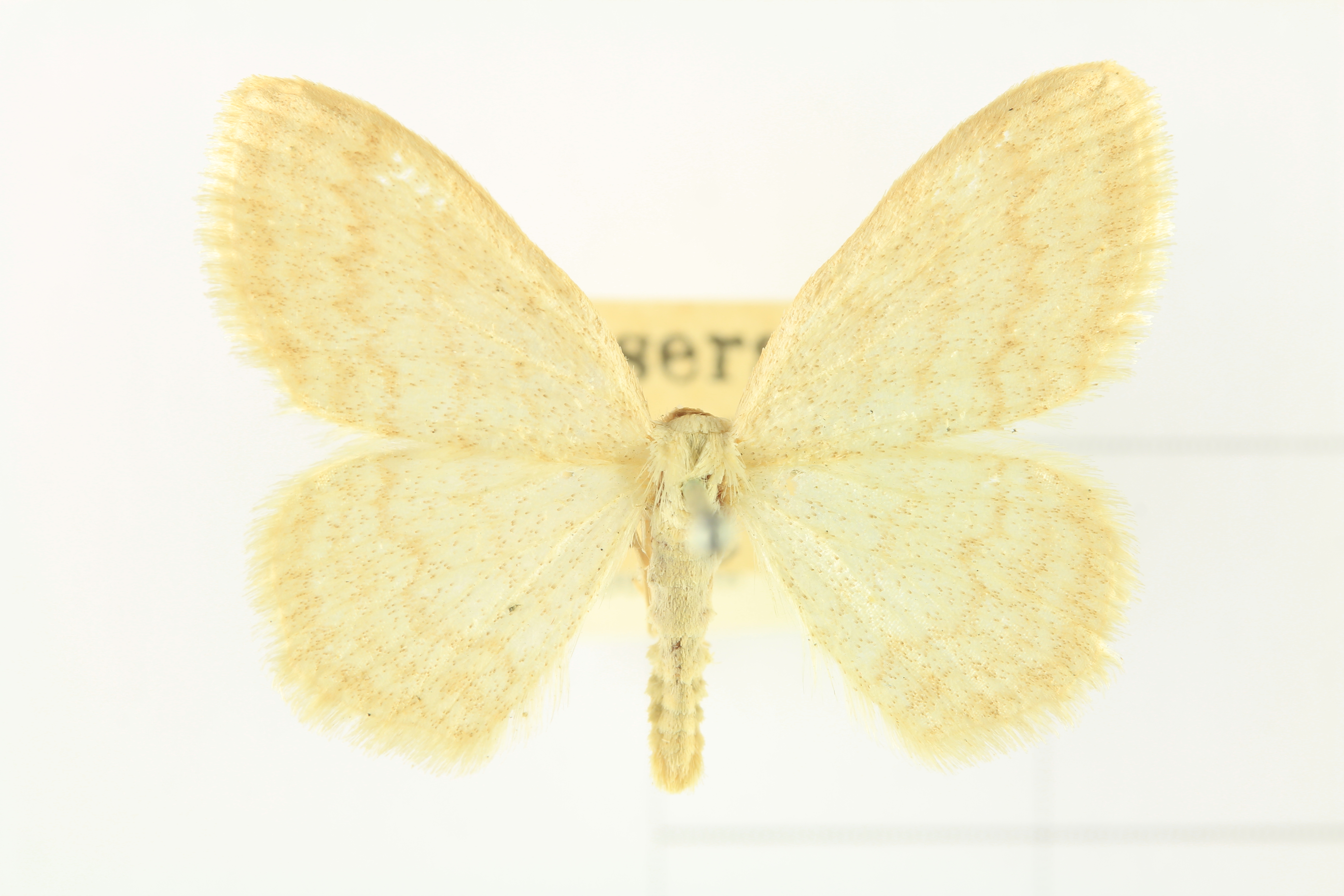
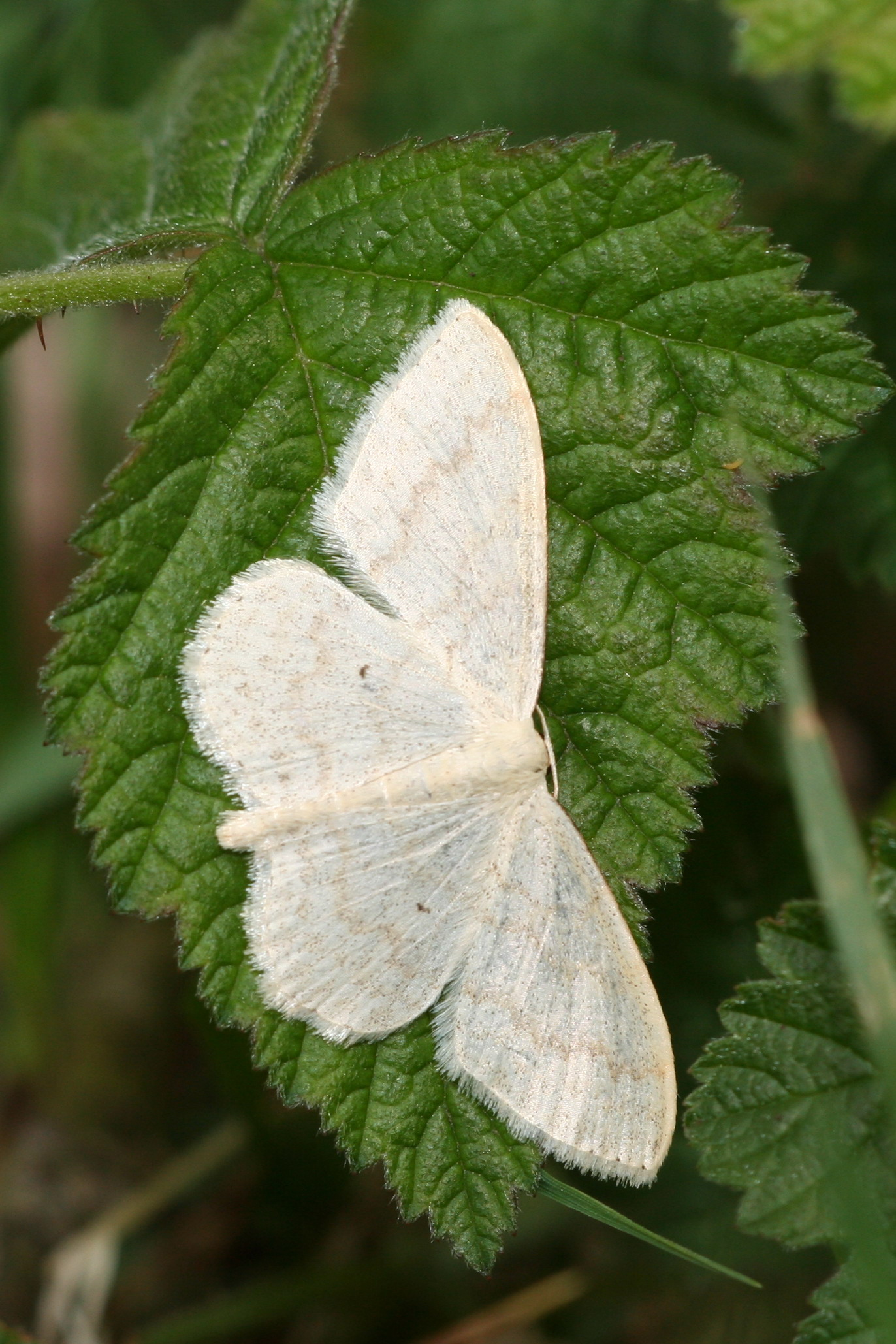